# Gobiosoma
Gobiosoma là một chi của Họ Cá bống trắng

## Các loài
Chi này hiện hành có các loài sau đây được ghi nhận:
- Gobiosoma bosc (Lacépède, 1800) (Naked goby)
- Gobiosoma chiquita (O. P. Jenkins & Evermann, 1889) (Sonora goby)
- Gobiosoma ginsburgi Hildebrand & Schroeder, 1928 (Seaboard goby)
- Gobiosoma grosvenori (C. R. Robins, 1964) (Rockcut goby)
- Gobiosoma hemigymnum (C. H. Eigenmann & R. S. Eigenmann, 1888)
- Gobiosoma hildebrandi (Ginsburg, 1939)
- Gobiosoma homochroma (Ginsburg, 1939)
- Gobiosoma longipala Ginsburg, 1933 (Twoscale goby)
- Gobiosoma nudum (Meek & Hildebrand, 1928) (Knobchin goby)
- Gobiosoma paradoxum (Günther, 1861) (Paradox goby)
- Gobiosoma parri Ginsburg, 1933
- Gobiosoma robustum Ginsburg, 1933 (Code goby)
- Gobiosoma schultzi (Ginsburg, 1944)
- Gobiosoma spes (Ginsburg, 1939) (Vermiculated goby)
- Gobiosoma spilotum (Ginsburg, 1939) (Isthmian goby)
- Gobiosoma yucatanum C. E. Dawson, 1971